# Gólem Színház
A Budapesten található Gólem Színház 2005 májusában nyitotta meg kapuit és 2008-ban kapta meg a közhasznú egyesület besorolást. A színház igazgatója Borgula András Magyarországon elsőként hozott létre zsidó színházat. A korai években a darabokat különböző helyeken játszották, 2012 és 2020 között a színháznak a Jurányi Produkciós Közösségi Inkubátorház adott otthont. 2021 őszén saját játszóhelyre, a Gólem Színház és Zsidó Előadóművészeti Központba költöztek, ahol a színház mellett saját kávézót üzemeltetnek.

## A színházról
A Gólem Színház Egyesületet 2005-ben hozta létre Borgula András, aki a Tel Aviv-i Egyetem színház rendező szakán végzett, nem sokkal korábban. Hazatérvén szeretett volna csatlakozni a zsidó színházhoz, de kisvártatva rájött, hogy Magyarországon nem létezik ilyen intézmény. A Gólem életre keltésével ezt az űrt szeretett volna betölteni. Még az alapítás évében csatlakozott hozzá Schőn Edina, aki közgazdászként a színház produceri feladatait látja el. A kétfejű sárkányhoz produkciónként más és más alkotó társak csatlakoznak. A színház évente legalább egy új bemutatóval jelentkezik, ami mellett zsidó irodalmi szalont, felolvasó esteket, zsidó közösségi workshopokat szervez.
"És amíg fényes nappal a Parlamentben, iskolákban, gyárakban és hivatalokban hatalmas elánnal gyártják a felkiáltójeleket, addig este, amikor már csak halovány fények pislákolnak az utcán, barátainkkal – a Gólem nézőivel megpróbálunk a felkiáltójelekből kérdőjeleket hajlítani. A siker nem garantált." – Borgula András, a Gólem Színház alapítója.

## Küldetés
A Gólem Színház nyitott, alkotó és folyamatos párbeszédre törekvő színházi műhely, az izraeli és a magyar, illetve az európai zsidó kultúra közvetítője és terjesztője. Környezetének aktuális társadalmi kérdéseire felelősen és felelősséggel reagál, válaszai kizárólag saját szemléletét, felfogásmódját tükrözik. A művészek és a közönség közötti szoros kapcsolatot, együttműködést hangsúlyozottan fontosnak tekinti.
Vízió
A Gólem Színház Egyesület tartalommal kívánja megtölteni a „zsidó színház" kifejezést, a világot zsidó szemüvegen át kívánja megmutatni. Továbbá létre kíván hozni egy zsidó színházművészeti központot.
Célok
- Új kortárs drámák létrejöttének támogatása és azok bemutatása
- Izraeli színdarabok bemutatása a magyar színpadokon
- Izraeli irodalmi művek magyarra fordítása, kiadása
- Partnerkapcsolat kialakítása izraeli művészekkel, valamint a világ más országaiban élő zsidó kultúrát képviselő alkotó csoportokkal
- Véleményt nyilvánítani a zsidó-zsidó, illetve a zsidó-nem zsidó párbeszéd kérdéseiben
- Kizárólag saját eszközeivel kíván tükröt tartani a zsidó közösség számára
- A zsidó kultúra képviselőjeként kíván a nagyközönség elé lépni Magyarországon és a világ más országaiban
- Háttértámogatást nyújt a nemzetközi porondon megjelenő zsidó színházak előadásainak magyarországi bemutatásához
- Fesztiválok, workshop-ok tervezése, szervezése
- Kiemelt célja, hogy a „zsidó színházat" fizikailag is megalapítsa, az azt befogadó épületet fenntartsa

## Bemutatók
- Oresztész meg a többiek – a Gólem Ifjúsági Társulat előadása (2022)
- Vircsaft (2021)
- Az utolsó velencei kalmár (2021)
- Mundstock úr – a Gólem Színház és a FreeSZFE közös produkciója (2021)
- Szalonklára (2021)
- David Ives: Ismerős történet (2019)
- Kiválasztottak (2018)
- Anat Gov: Jaj, Istenem! (2018)
- Steinerék (2017)
- GóleMese (2016)
- Lionel Goldstein: Halpern és Johnson (2016)
- ZS-kategória – önfeledt zsidózás revüvel (2015)
- Szakácskönyv a túlélésért (2014)
- Pizza Kamikaze (2014)
- Nőuralom – Természetrajz két részben (2013)
- Anyám mondta – Mamelosn (2013)
- Frenák Pál – Visky András: Ha lesz egy férfinak… (Jurányi Inkubátorház, 2012)
- Narancsrevü (2012)
- Vinnai András: Lefitymálva (Sanyi és Aranka Színház, 2011)
- Ádám világgá megy (a Babos Bábos Társulattal koprodukcióban készült, bibliai meséket feldolgozó interaktív bábjáték) (Merlin Színház 2010)
- A trükk (E. Keret novelláiból színpadra alkalmazta Borgula András) (Klauzál 13, 2010)
- Hanoch Levin: Jákobi és Lájdentál (Budapesti Kamaraszínház 2010)
- Nissim Aloni: Amerikai hercegnő (Thália Színház 2009)
- A trükk (Etgar Keret novellái alapján színpadra alkalmazta Borgula András) (Kino 2009)
- Hanoch Levin: Jákobi és Lájdentál (Kolozsvári Nemzeti Színházzal koprodukcióban, Kolozsvár és budapesti Thália Színház)
- Oleg Bogajev: Orosz népi posta (2006)
- Dávid pennája címmel zsidó kabaré a Cotton Club színpadán
- Zsidó Nyári Fesztivál 2006 – Dávid pennája kabaré
- Zsidó Nyári Fesztivál 2005 – Hanoch Levin: A bennünk lévő csodálatos nő
- „Cseppek”: Előadások a Bálint Zsidó Közösségi Házban, az Alexandra Könyvesházban, Szentendrén

## Díjak
- A trükk – Pécsi Fringe Fesztivál 2010, a zsűri szakmai díja
- Lefitymálva – Vidor Fesztivál 2012: SMERALDINA-Díj a Legjobb női epizódalakításért – Nagy Mari; BRIGHELLA-Díj a Legjobb férfi epizódalakításért – Bánki Gergely.
- Lefitymálva – a 2013. évi Thália Humorfesztiválon a Legjobb színházi produkció díja
- Budapestért-díj (2024)[1]

## Egyéb
- III. Gólem Fesztivál (Nemzetközi Zsidó Fesztivál) szervezése (Jurányi Inkubátorház 2013)
- II. Nemzetközi Zsidó Színházfesztivál szervezése (Nemzeti Színház 2009)
- Etgar Keret 19,99! című novelláskötetének fordítása és kiadása
- I. Nemzetközi Zsidó Színházfesztivál szervezése (Merlin Színház 2007)
- Oktatási tevékenység: informális színház-oktatás fiataloknak
- Izraeli drámák fordítása héberről magyarra